# Plaza de España (Sevilla)

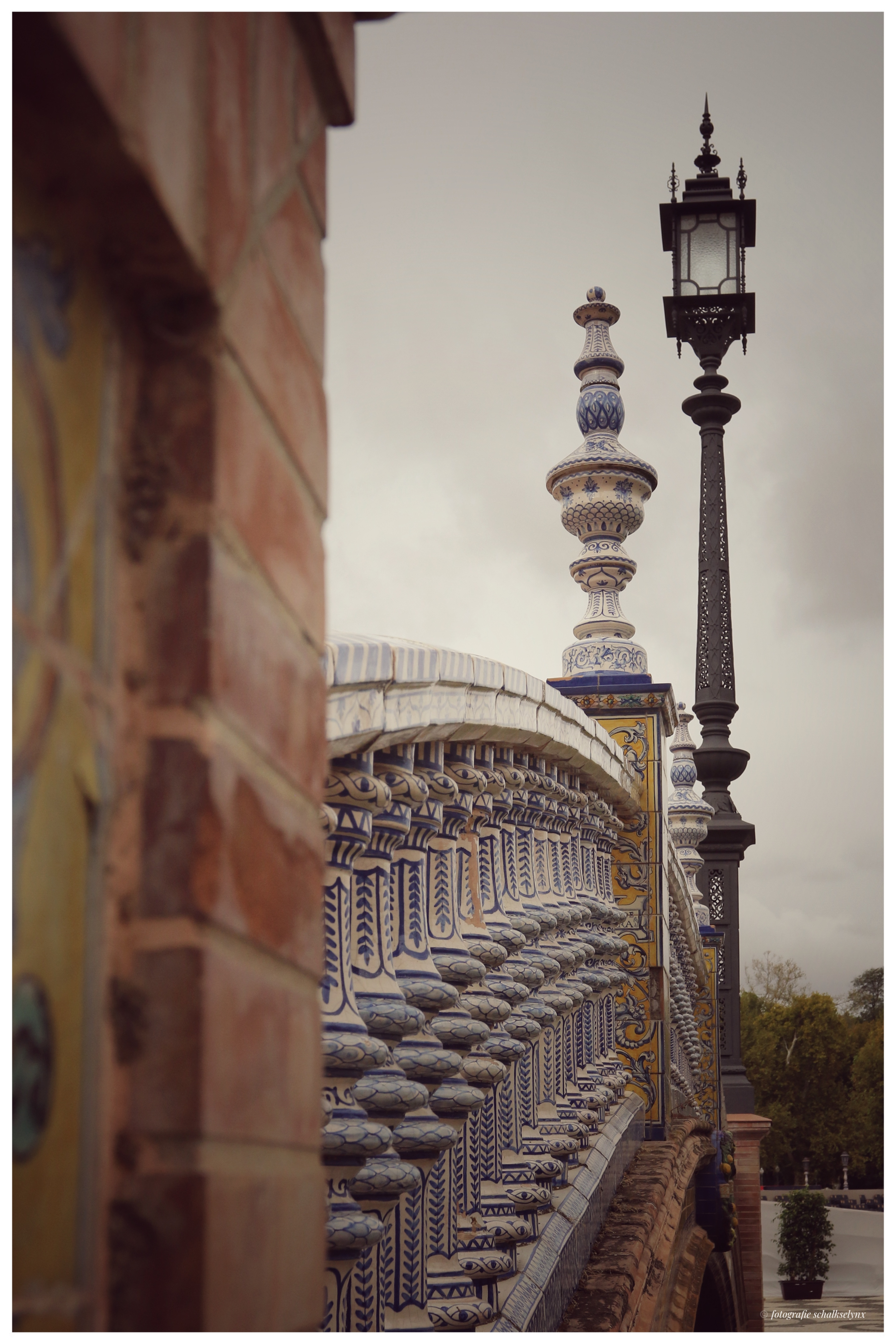
Detail van een van de bruggen over het aangelegde kanaal op het Plaza de España

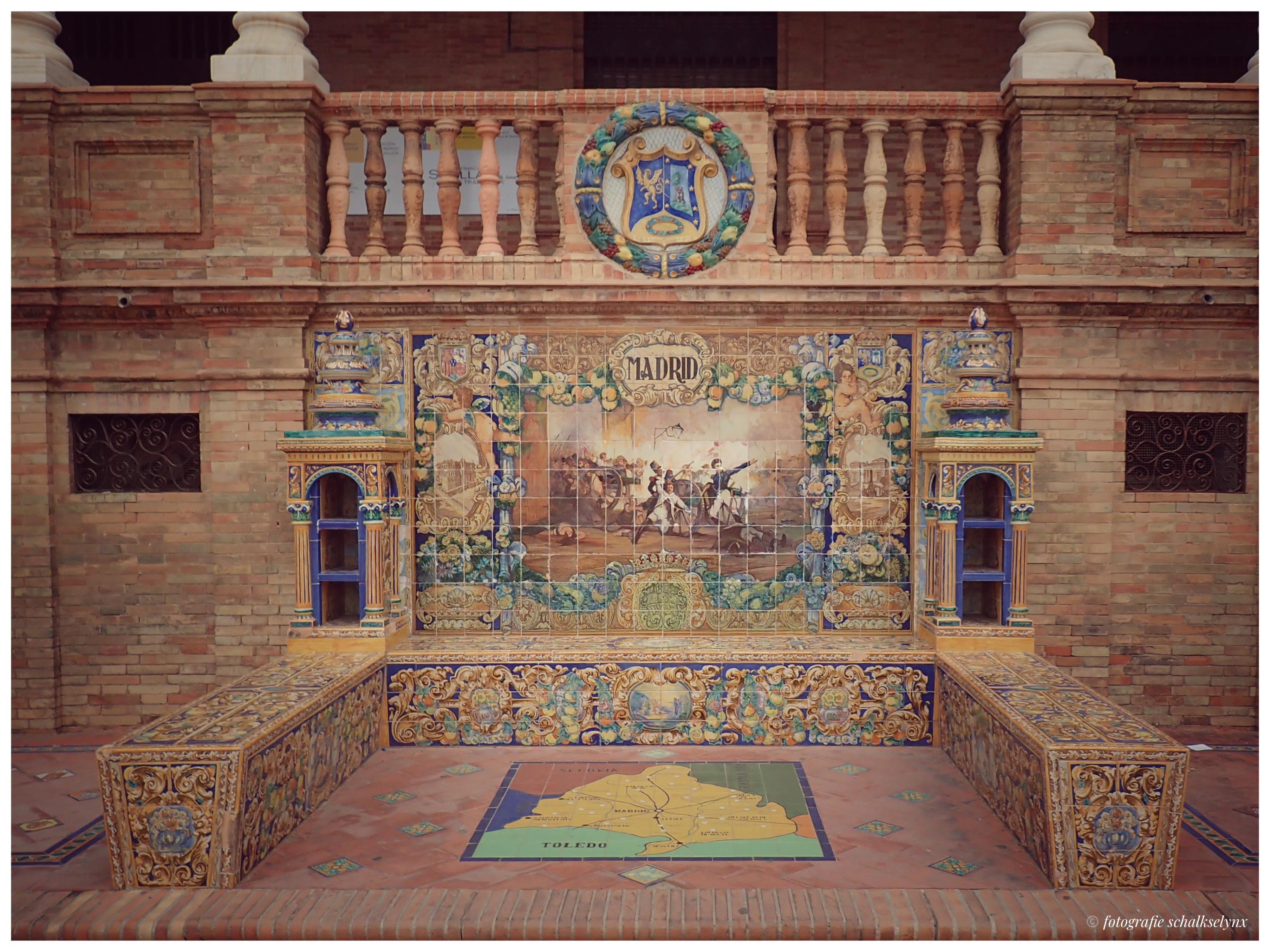
Een van de 52 tegelmozaïeken die elk een van de provincies van Spanje voorstellen, deze met name Madrid

Het halvemaanvormige Plaza de España is een van de bekendste pleinen van Sevilla. Ter ere van de Ibero-Amerikaanse tentoonstelling van 1929 werden er diverse gebouwen opgetrokken in het Maria-Luisapark, waaronder dit ontwerp van Aníbal González Álvarez. 
Het plein heeft de vorm van een enorme halve cirkel die volledig wordt omringd door gebouwen. Deze gebouwen vormden tijdens de wereldtentoonstelling van 1929 het paviljoen van Spanje. Het merendeel van deze gebouwen wordt vandaag de dag gebruikt door de overheid. Geheel onderaan deze gebouwen bevinden zich 52 tegelmozaïeken, fresco's waarop alle Spaanse provincies zijn afgebeeld in azulejo's (typische Andalusische tegeltjes). Midden op het plein staat een fontein en het middenplein wordt bijna volledig omringd door een kanaal waarover vier bruggen zijn aangelegd die de 4 oude koninkrijken van Spanje (León, Castilla, Aragón en Navarra) vertegenwoordigen.
Het plein is 170 meter diameter groot en heeft een half elliptische vorm. Dit symboliseert de greep die Spanje had op zijn voormalige Amerikaanse gebieden. Het uitzicht op de rivier Guadalquivir symboliseert de weg voorwaarts naar Amerika.
In 1962 fungeerde het Plaza de España als "Cairo Great Britain Army Headquarters" in de film Lawrence of Arabia. Het plein diende ook als filmset voor Naboo in de film Star Wars: Episode II - Attack of the Clones uit 2002. In 2012 werd het gebruikt als filmset in The Dictator.

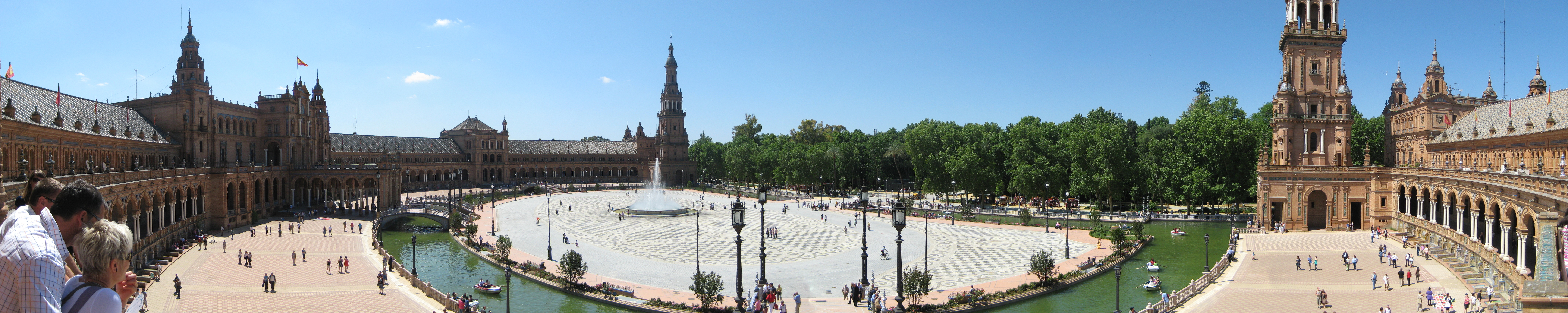
Plaza de España